# Exocentrus centenoides
Exocentrus centenoides là một loài bọ cánh cứng trong họ Cerambycidae.